# Агиос Павлос (дем Неа Пропонтида)
Вижте пояснителната страница за други значения на Агиос Павлос.
Агиос Павлос (на гръцки: Άγιος Παύλος) е село в Егейска Македония, Гърция, в дем Неа Пропонтида, административна област Централна Македония. Според преброяването от 2001 година Агиос Павлос има 599 жители.

## География
Агиос Павлос е разположено в западната част на Халкидическия полуостров, на 2 километра северно от град Неа Каликратия.

## История
| Име       | Име        | Ново име      | Ново име      | Описание               |
| --------- | ---------- | ------------- | ------------- | ---------------------- |
| Арпалукия | Άρπαλούκια | Критарохорафа | Κριθαροχωραφα |                        |
| Кюлафли   | Κιουλαφλή  | Рема          | Ρέμα          | реката на Агиос Павлос |